# 브워츠와베크

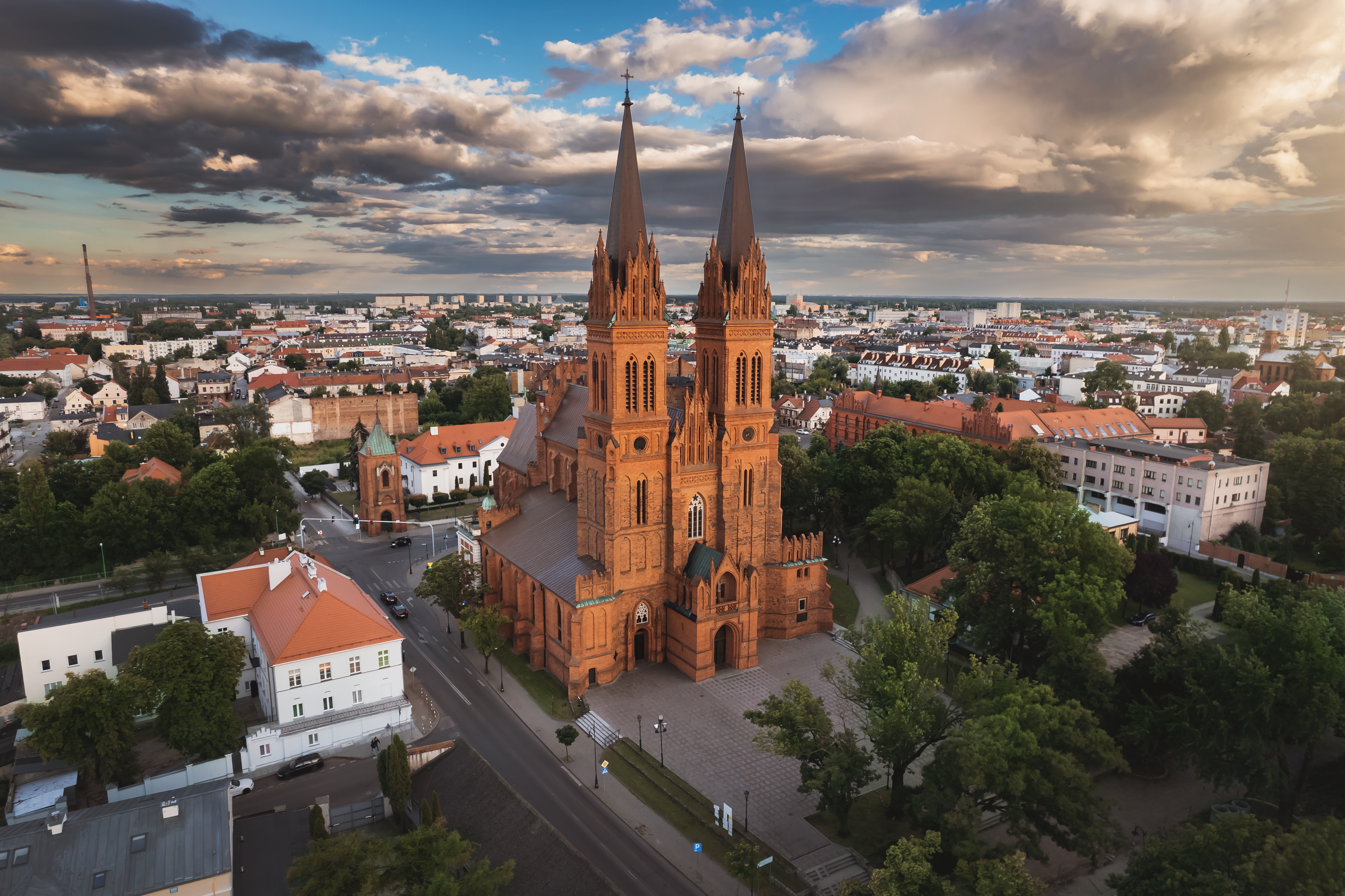
브워츠와베크 성당

브워츠와베크(폴란드어: Włocławek)는 폴란드 북부 쿠야비포모제주에 위치한 도시로, 면적은 84.32km2, 인구는 117,785명(2009년 기준), 인구 밀도는 1,400명/km2이다. 1975년부터 1998년까지는 브워츠와베크 주에 속해 있었다.

시기
시 문장